# Argayon
L'Argayon est le plus ancien géant de procession de Wallonie, c'est un Goliath créé peut-être vers 1357, dont on retrouve la trace à Nivelles, aussi appelé à l'époque le gaant (1427), l'aghéant (1468), l'agaian (1469), l'agayon (1467), l'agaiant (1473-1474), l'agayant (1453, 1481, 1484), l'argaion et l'argayon (1500), gayant (1504) et l'agaon (1509). 

## Histoire
L'émergence historique est 1457, lorsqu’il figure dans les comptes de la ville, à l’occasion de réparations. Au XVIe siècle, le caractère biblique des géants s'estompa. 
Goliath, devenu l’Argayon vers 1510, prit femme en 1645, l’heureuse élue héritant du nom d’Argayonne. Ils ont ensuite un fils, Lolô, niais, simplet et enfantin est un poupon affublé d’une tétine devenue légendaire.
Les géants de Nivelles ont fait l'objet des édits Joseph II. Le 10 mai 1786, il défendit aux géants d'accompagner la procession, et le 26 mai de la même année, il les fit vendre à l'encan. La vente produisit 123 florins 2 sous. De même, un aigle, une licorne, un lion, un dragon et un chameau sont vendus.
L'Argayon, sa femme, son fils et le cheval-Godet reparaissent aux fêtes nationales de 1806 puis en 1854. Le 13 juillet 1890, ils assistent, habillés de neuf, à un grand cortège organisé à Bruxelles, à l'occasion du 25e anniversaire de l'avènement du roi Léopold II. On les voit aussi à Lille en 1892 et, après la première guerre mondiale, à Bruxelles, lors de l'Exposition Universelle de 1935.
On envisagea de reconstruire les animaux en 1889, puis en 1912. Finalement, seuls le lion, le dragon et le chameau furent reconstitués en 1926, soit 140 ans après leur disparition.
Les géants nivellois et leur ménagerie furent victimes des bombardements allemands de mai 1940 et détruits.
Restaurés après la guerre, l'Argayon, l'Argayonne, le Lolô et le cheval-Godet firent leur première sortie à Nivelles le 21 mai 1950.
La ménagerie fait sa réapparition petit à petit, avec la Licorne le 28 février 1982, le Chameau en 1983, l'aigle en 1984 et le cheval Bayard en 2001.
Depuis 2001, le Géant accompagne le Président de la société de Gilles qui a pris son nom (Société des Gilles de l’Argayon), depuis le début du ramassage jusqu’à la réception à l'hôtel de ville pendant le carnaval Aclot.
En 2010, ils ont été entretenus par un atelier de restauration.